# Grabado de óxido tamponado
El grabado de óxido tamponado (BOE, por sus siglas en inglés), también conocido como HF tamponado o BHF, es un grabador húmedo utilizado en microfabricación. Se utiliza principalmente para grabar películas finas de dióxido de silicio (SiO2) o nitruro de silicio (Si3N4). Es una mezcla de un agente tampón, como el fluoruro de amonio (NH4F), y ácido fluorhídrico (HF). El HF concentrado (normalmente un 49% de HF en agua) graba el dióxido de silicio con demasiada rapidez para un buen control del proceso y también descascarilla la fotorresina utilizada en el patronaje litográfico. El grabado con óxido tamponado se utiliza habitualmente para un grabado más controlable.
Algunos óxidos producen productos insolubles en soluciones de HF. Por lo tanto, a menudo se añade HCl a las soluciones BHF para disolver estos productos insolubles y producir un grabado de mayor calidad.
Una solución común de grabado con óxido tamponado comprende una relación de volumen 6:1 de 40% de NH4F en agua y 49% de HF en agua. Esta solución grabará el óxido crecido térmicamente a una velocidad aproximada de 2 nanómetros por segundo a 25 °C. La temperatura puede aumentarse para incrementar la velocidad de grabado. La agitación continua de la solución durante el proceso de grabado ayuda a tener una solución más homogénea, que puede grabar más uniformemente eliminando el material grabado de la superficie.